# Кімрійська кішка
Кімрик, Кімрська, Симрик, Цимрис (англ. Cymric, СІМ)  — порода кішок, створена на основі короткошерстої менської кішки, тому за зовнішнім виглядом і характером подібна до неї.

## Історія
Як і менська безхвоста кішка, порода кімрик сформувалася природним шляхом. Вона відома протягом декількох сторіч. Прихильники породи вважають, що в XVI ст. купецькі кораблі з Далекого Сходу привозили безхвостих кішок на острів Мен. На острові кішки спаровувалися протягом століть, народжуючи на світ тільки безхвостих кошенят. У приплодах короткошерстих менських кішок народжувалися кошенята з довгим хутром. Довге хутро є результатом мутації, що виникла в породі. Спочатку їх виставляли з короткошерстими кішками й називали менською довгошерстою.
У середині 70-х років XX ст. пухнаті менкси одержали назву «кімрик». Дуже скоро вони одержали статус нової породи. В 1989 р. кімрики одержали виставковий статус в американській Асоціації любителів кішок. Інші котячі асоціації Америки також визнали кімриків через кілька років. Порода нечисленна й не набула широкого розповсюдження.

## Характер
Кімрики доброзичливі, ласкаві, віддані. За прив'язливістю нагадують собак. Чудово уживаються з дітьми. Вони розумні, грайливі, мають гарну пам'ять. Надають великого значення людській увазі. Прекрасно ловлять мишей.

## Розведення
Є труднощі в розведенні цієї породи. При схрещуванні двох безхвостих кімриків народжуються тільки безхвості кошенята. Однак цей ген пов'язаний з геном летальності, що проявляється при частому інбридингу. Тому безхвостих тварин періодично спаровують із короткохвостими або кішками, що мають нормальні хвости.

## Зовнішній вигляд
Зовнішність кімрика відповідає стандарту менської кішки, відрізняючись довжиною шерстного покриву. Кімрик — міцна кішка з масивним кістяком. Тіло важке, кремезне, малих або середніх розмірів, пропорційне. Груди широкі, сильні. Спина коротка, хрестець округлий. Спина утворює вигин від плечей до хрестця. Передні кінцівки широко розставлені, короткі, з округлими невеликими лапами. Добре розвинена мускулатура, особливо на стегнах. Задні лапи довші, ніж передні, що виражається в піднесеності хрестця стосовно плечей. Це забезпечує своєрідний спосіб бігу — стрибками, як кролик.
У кімрика, як і у менкса, зустрічаються при розведенні хвости декількох типів. До виставки допускаються лише кішки, у яких замість хвоста — хрестець, а точніше, заглиблення у кінці хребетного стовпа. Періодично з'являються тварини, що мають хвости завдовжки лише в 1,5 см або обрубки, але не більше 8 см завдовжки. Зрідка народжуються кімрики із хвостами. Ці кішки не можуть брати участь у виставках. їх можна використати в розведенні, якщо інші показники відповідають стандартові.
Голова округла, велика, з випуклими вилицями. Ніс середньої довжини. Підборіддя важке, добре розвинене. Щоки наповнені. У котів звичайно важкі щоки. Біля основи кожної вібриси добре виражене заглиблення. Вуха середні або великі, високо посаджені. Широкі біля основи, звужуються догори, із загостреними кінчиками. З вушних раковин ростуть пучки волосся. Очі в кімрика великі, круглі, виразні, з невеликим скосом до носа. Зовнішній кут ока трохи вищий, ніж внутрішнього. Колір очей повинен відповідати основному забарвленню.
Хутро середньої довжини, м'яка, прилягає до тіла. На голові й передній частині тіла вона коротша. Волосяний покрив двох типів: м'яке пухнате підшерстя й довге, шовковисте, блискуче остьове волосся. Остьове волосся подовжуються в напрямку від плечей до хрестця, включаючи «штани» (на задніх кінцівках), низ живота й навколо шиї. На шиї хутро довше, ніж на інших частинах тіла, утворює комір.

### Забарвлення
Більшість американських товариств любителів кішок визнають майже всі забарвлення і їхні поєднання з білим, малюнком табі, крім шоколадного, лілового, гімалайського, а також їхніх поєднань із білим. Варіанти забарвлення описані в стандарті для перської породи.
У стандартах американських клубів зустрічаються протиріччя.

## Світлини

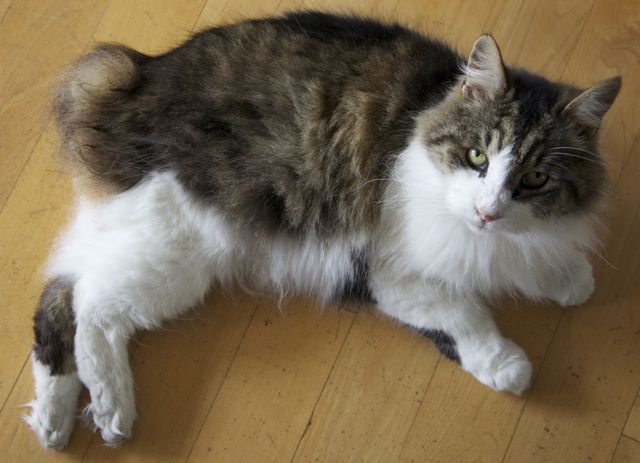
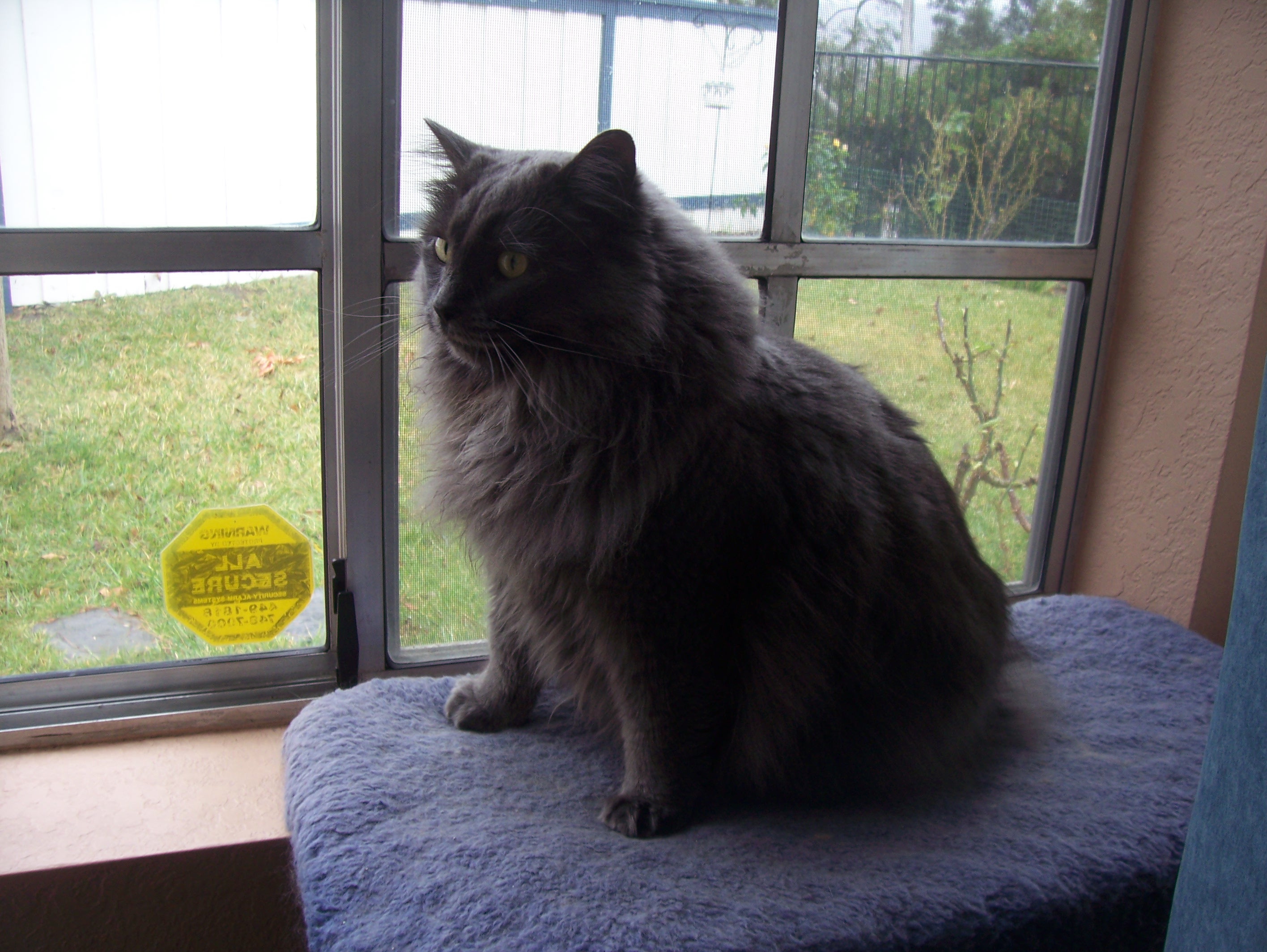